# Хайат Синди
Хайат бинт Сулейман ибн Хасан Синди (араб. حياة سندي‎; род. 6 ноября 1967, Мекка, Саудовская Аравия) — саудовский медик, одна из первых женщин-членов Консультативного совета королевства Саудовской Аравии. Она внесла большой вклад в развитие методов диагностики и медицинского обследования по месту оказания медицинской помощи. Она была включена журналом Arabian Business в список самых влиятельных арабов в мире, где заняла 19-е место в общем списке и 9-е — в женском

## Образование
Хайат Синди родилась в Мекке. В 1991 году она убедила свою семью, чтобы та позволила ей отправиться в одиночку в Великобританию, чтобы получить высшее образование. После года, проведённого за изучением английского языка на высоком уровне, она была принята в лондонский Кингс-колледж, где она получила степень в области фармакологии в 1995 году. Учась в Кингсе-колледже, она была удостоена Премии принцессы Анны за свою работу об аллергии.
Синди, носившая традиционный мусульманский платок, была вынуждена отказаться от своих религиозных и культурных взглядов во время учёбы в университете. Она придерживалась того мнения, что вероисповедание, цвет кожи и пол не имеют никакого отношения к научному вкладу. Синди продолжила своё образование, получив степень доктора философии в области биотехнологии в Ньюнхем-колледже (Кембридж) в 2001 году. Она стала первой саудовской женщиной, обучавшейся в Кембриджском университете в области биотехнологий и первой женщиной из какого-либо арабского государства Персидского залива, получившей докторскую степень в этой области.

## Карьера
Хайат Синди — приглашённый научный сотрудник в Гарвардском университете. Исходя из своей научной деятельности ей приходится регулярно бывать в Джидде, Бостоне и Кембридже (штат Массачусетс). Лабораторная работа Синди в Гарварде позволила ей появиться с четырьмя другими учёными в документальном фильме, снятом при поддержке Исполнительного офиса президента США в целях развития естественно-научного образования среди молодёжи. Наряду со своей научной деятельностью Синди принимает активное участие в многочисленных мероприятиях, направленных на повышение информированности о науке среди женщин, особенно в Саудовской Аравии и во всём остальном мусульманском мире. Её также тревожит проблема «утечки мозгов» из арабских стран, по этому вопросу она была приглашённым докладчиком на Экономическом форуме в Джидде в 2005 году.
В 2010 году Синди стала обладателем приза Mekkah Al Mukaramah, премии для научных инноваций, предоставляемой принцем Халидом ибн Фейсалом Аль Саудом.
1 октября 2012 года Синди была назначена главой ЮНЕСКО Ириной Боковой послом доброй воли ЮНЕСКО за её усилия по поощрению научного образования на Ближнем Востоке, особенно среди девочек. Она была также включена в список 150 женщин, которые потрясли мир в 2012 году, журнала «Newsweek».
В январе 2013 года Синди стала одной из первых женщин, включённых в состав Консультативного совета Саудовской Аравии.
В ежегодной церемонии Clinton Global Initiative, состоявшейся 21-24 сентября 2014, Хайат Синди была награждена премией за «лидерство в гражданском обществе».